# Monolith
Monolith es una caja recopilatoria hecho por el virtuoso guitarrista Buckethead bajo el nombre de Death Cube K lanzado el 17 de diciembre de 2007.
Algunos fanes teorizan que las canciones están destinados a ser reproducidos como el álbum Zaireeka de The Flaming Lips, todos a la vez.

## Lista de canciones
Cada disco contiene una canción de más de 40 minutos:
1. Untitled - 42:18
2. Untitled - 40:45
3. Untitled - 40:04
4. Untitled - 42:04
5. Untitled - 43:53

## Créditos
- Buckethead - Música
- Travis Dickerson - Productor

- Datos: Q6021903